# Francisco Rodríguez Sánchez
Francisco Rodríguez Sánchez (Ferrol, 1945) és un filòleg, sociolingüista i polític gallec. És catedràtic de Llengua i Literatura i doctor en filologia romànica amb una tesi sobre Rosalía de Castro titulada Análise sociolóxica da obra de Rosalía de Castro. Ha sigut un dels impulsors de l'INTG i membre de la comissió permanent del BNG. A les eleccions al Parlament de Galícia de 1993 fou elegit diputat pel BNG, càrrec que deixà per a presentar-se a les eleccions generals espanyoles de 1996 i 2000, essent un dels primers diputats nacionalistes gallecs a Madrid.

## Obres
- Conflito lingüístico e ideoloxia na Galiza (1976)